# Intubação endotraqueal

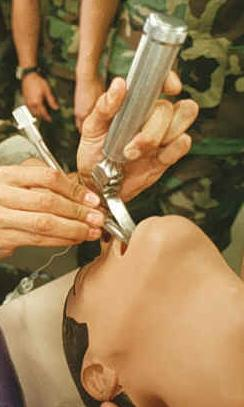
Laringoscópio sendo usado na intubação endotraqueal

Intubação endotraqueal ou orotraqueal (IOT) é um procedimento de suporte avançado de vida onde o médico, com um laringoscópio, visualiza a laringe e através dela introduz um tubo na traqueia (tubo endotraqueal).
Tal tubo será utilizado para auxiliar a ventilar o paciente, pois possibilita que seja instituída a ventilação mecânica, ou seja a ventilação dos pulmões (respiração) através do uso de aparelhos (ventilador).
A intubação endotraqueal é também usada na anestesia geral. É administrado 2 minutos antes um opioide (como o fentanil) e um relaxante muscular, para facilitar a intubação. Cerca de 40 segundos antes é administrado um anestésico (propofol ou tiopental), intubado o doente e ligado ao ventilador. Aqui, é misturado 3 gases - ar, oxigénio (O2) além do oxido nitroso (N20) de maneira a manter a anestesia, pelo tempo necessário. Outra possibilidade de ventilação dos pulmões é o acesso cirúrgico através da traqueostomia.
A IOT ou o uso da traqueostomia impedem que corpos estranhos (ex: sangue, vómito, secreções, etc) cheguem à traqueia e causem obstrução ao fluxo de ar. Existem alguns instrumentos utilizados na intubação entre eles cânula oral tipo Guedel (Tubo curvo e curto de plástico que não permite a queda da língua na faringe ou que o paciente morda o tubo endotraqueal, na reversão da anestesia) e o Ambu (ventilador manual).
Outra técnica é a intubação nasotraqueal, com essa técnica o tubo endotraqueal passa pelo nariz, pela laringe e pelas cordas vocais até a cavidade traqueal.
As indicações em quadros patológicos são:
- Parada respiratória e/ou cardíaca;
- Insuficiência respiratória grave;
- Obstruções das vias aéreas;
- Presença de secreções abundantes da árvore pulmonar profunda.

O termo extubação significa a remoção do tubo previamente introduzido.

## Em Portugal
Devido a esta técnica ser usada em situações de emergência, o enfermeiro está também autorizado a praticar a IOT,[carece de fontes?] na ausência de médico.